# استان لیمون
استان لیمون (به انگلیسی: Limón Province) یکی از هفت استان کشور کاستاریکا است. این استان وسعتی به مساحت ۹٬۱۸۹ کیلومترمربع را پوشش می‌دهد و جمعیتی بالغ بر ۳۸۶٬۸۶۲ نفر را در خود جای داده‌است.